# Dinotrema vituperatum
Dinotrema vituperatum är en stekelart som först beskrevs av Fischer 1974.  Dinotrema vituperatum ingår i släktet Dinotrema och familjen bracksteklar. Inga underarter finns listade i Catalogue of Life.